# Chiloguembelina
Chiloguembelina es un género de foraminífero planctónico de la Subfamilia Heterohelicinae, de la Familia Heterohelicidae, de la Superfamilia Heterohelicoidea, del Suborden Globigerinina y del Orden Globigerinida. Su especie tipo es Guembelina midwayensis. Su rango cronoestratigráfico abarca desde el Daniense (Paleoceno inferior) hasta el Chattiense inferior (Oligoceno superior).

## Descripción
Chiloguembelina incluía especies con conchas biseriadas, con tendencia a la torsión; sus cámaras eran globulares, ovaladas comprimidas lateralmente, reniformes o subtetraédricas; sus suturas intercamerales eran generalmente incididas; su contorno ecuatorial era subtriangular a lanceolada; su periferia era redondeada a subaguda; su abertura principal era interiomarginal, basal, con forma de arco asimétrico, bordeada con una amplia solapa y reborde estrecho en el parte interna; presentaban pared calcítica hialina, finamente perforada, y superficie pustulada o lisa.

## Discusión
Clasificaciones posteriores han incluido Chiloguembelina en el Orden Heterohelicida.

## Paleoecología
Chiloguembelina incluía especies con un modo de vida planctónico, de distribución latitudinal cosmopolita, preferentemente tropicales a templadas, y habitantes pelágicos generalmente de aguas profundas (medio mesopelágico inferior a batipelágico superior) en la zona de mínima oxigenación.

## Clasificación
Chiloguembelina incluye a las siguientes especies:
- Chiloguembelina circumlabiata †
- Chiloguembelina crinita †
- Chiloguembelina cubensis †
- Chiloguembelina midwayensis †
- Chiloguembelina multicellaris †
- Chiloguembelina subtriangularis †
- Chiloguembelina taurica †
- Chiloguembelina trinitatensis †
- Chiloguembelina victoriana †
- Chiloguembelina wilcoxensis †

Otras especies consideradas en el género Chiloguembelina son:
- Chiloguembelina globigera †
- Chiloguembelina inflata †
- Chiloguembelina martini †
- Chiloguembelina minutissima †
- Chiloguembelina morsei †, considerada sinónima de Chiloguembelina midwayensis
- Chiloguembelina ototara †
- Chiloguembelina parallela †
- Chiloguembelina praecursor †
- Chiloguembelina strombiformis †
- Chiloguembelina subcylindrica †
- Chiloguembelina subwilcoxensis †
- Chiloguembelina vineetae †